# Bibliographie sur l'Égypte antique
Cette bibliographie sur l'Égypte antique n'est pas une bibliographie exhaustive, elle a seulement un but pédagogique.